# Liste der Menhire im Eifelkreis Bitburg-Prüm
Die Liste der Menhire im Eifelkreis Bitburg-Prüm benennt alle bekannten Menhire im heutigen Eifelkreis Bitburg-Prüm in Rheinland-Pfalz.

## Liste der Menhire im Eifelkreis Bitburg-Prüm

### Nachgewiesene Menhire
| Artikel                     | Alternative Bezeichnungen                     | Heutige Gemarkung | Geokoordinaten                  | Anmerkungen / Einzelnachweise | Bild |
| --------------------------- | --------------------------------------------- | ----------------- | ------------------------------- | --- | --- |
| Menhir von Binscheid        |                                               | Binscheid         | 50° 6′ 51,4″ N, 6° 14′ 55,1″ O  | Christianisierter Menhir als Taufbecken.                                                                                           | |
| Menhir von Bollendorf       | Druidenstein, Eckstein                        | Bollendorf        | 49° 51′ 44,2″ N, 6° 22′ 24,6″ O | [ 2 ] [ 3 ] | |
| Menhir von Schlausenbach    | Forstmeister-Jansen-Stein                     | Buchet            | 50° 15′ 31,4″ N, 6° 21′ 25,6″ O | [ 4 ] | |
| ~                           | Menhir am Wolfsschluff                        | Bollendorf        | 49° 51′ 51,2″ N, 6° 22′ 3,7″ O  | Ein 1,25 m hoher und 0,60 m breiter oberer Teil eines Menhirs ist erhalten. Der untere Teil wurde von einem Weg überbaut.          | Bild gesucht Die Wikipedia wünscht sich an dieser Stelle ein Bild vom hier behandelten Ort. Falls du dabei helfen möchtest, erklärt die Anleitung , wie das geht. BW |
| Menhir von Eschfeld         |                                               | Eschfeld          | 50° 6′ 45″ N, 6° 12′ 2,8″ O     | Christianisierter Menhir als Taufbecken.                                                                                           | |
| ~                           |                                               | Fleringen         | 50° 12′ 32,8″ N, 6° 30′ 42,4″ O | Rund 2,50 m hoher Menhir. | Bild gesucht Die Wikipedia wünscht sich an dieser Stelle ein Bild vom hier behandelten Ort. Falls du dabei helfen möchtest, erklärt die Anleitung , wie das geht. BW |
| Menhir I von Holsthum       | Langenstein                                   | Holsthum          | 49° 52′ 50,5″ N, 6° 23′ 50,4″ O | [ 8 ] [ 9 ] | |
| Menhir II von Holsthum      | Druidenstein, Menhir in der Gründelhecke      | Holsthum          | 49° 52′ 43,4″ N, 6° 24′ 56,4″ O | [ 10 ] [ 11 ] | Bild gesucht Die Wikipedia wünscht sich an dieser Stelle ein Bild vom hier behandelten Ort. Falls du dabei helfen möchtest, erklärt die Anleitung , wie das geht. BW |
| Menhir I von Nusbaum        | Fraubillenkreuz, Frabillenkreuz               | Nusbaum           | 49° 52′ 27,4″ N, 6° 22′ 15,7″ O | Christianisierter Menhir als Kreuz.                                                                                                | |
| Menhir II von Nusbaum       | Stehender Menhir                              | Nusbaum           | 49° 52′ 44,6″ N, 6° 22′ 3,6″ O  | [ 14 ] [ 15 ] | |
| Menhir III von Nusbaum      | Liegender Menhir                              | Nusbaum           | 49° 52′ 44,6″ N, 6° 22′ 3,6″ O  | [ 16 ] [ 17 ] | |
| Menhirfragmente von Nusbaum |                                               | Nusbaum           | 49° 52′ 32,8″ N, 6° 21′ 59,8″ O | Mehrere Überreste ehemaliger Menhire.                                                                                              | Bild gesucht Die Wikipedia wünscht sich an dieser Stelle ein Bild vom hier behandelten Ort. Falls du dabei helfen möchtest, erklärt die Anleitung , wie das geht. BW |
| Menhir von Niederprüm       | Weißenstein, Wackenstein, Schloßhecker Menhir | Niederprüm        | 50° 12′ 21,1″ N, 6° 25′ 27,9″ O | Ursprünglicher Standort war Schlausenbach. Später nach Niederprüm versetzt.                                                        | |
| Monolith von Schankweiler   |                                               | Schankweiler      | 49° 54′ 18,3″ N, 6° 23′ 23,5″ O | Monolith als Teil einer Steinkiste.                                                                                                | |
| ~                           |                                               | Scharfbillig      | 49° 55′ 57,2″ N, 6° 33′ 51,9″ O | Ehemalige Markierung einer Grabstätte auf 385,9 m über NHN. Der Menhir ist nicht mehr erhalten. Letzte Reste verschwanden um 1920. | |
| Menhir von Wallersheim      | Landstein, Lahnstein, Langenstein             | Wallersheim       | 50° 12′ 22,6″ N, 6° 31′ 21,9″ O | [ 24 ] [ 25 ] | |

### Vermutete Menhire
| Bezeichnung                          | Heutige Gemarkung | Geokoordinaten                  | Anmerkungen / Einzelnachweise |
| ------------------------------------ | ----------------- | ------------------------------- | --- |
| Grenzstein im Burghof                | Bollendorf        | 49° 50′ 56,9″ N, 6° 22′ 4,1″ O  | 1,50 m hoher und etwa 20 cm dicker Sandsteinblock. Nach oben spitz zulaufend. Laut Angaben ein ehemaliger Grenzstein. Deutung als Menhir naheliegend. |
| Vermuteter Menhir                    | Bollendorf        | 49° 51′ 38,5″ N, 6° 23′ 40,9″ O | Fund eines rund 3,6 m langen, liegenden Steins südöstlich des Diesburgerhofes. Möglicherweise ein umgestürzter Menhir. |
| Zerschlagener Menhir im Brandbüsch   | Bollendorf        | 49° 51′ 54,7″ N, 6° 23′ 14,2″ O | Nordwestlich des Diesburgerhofes befand sich laut Angaben ein menhirartiger Stein, der 1870 bei Wegebauarbeiten zerstört wurde. Die Reste sind seitdem verschollen. |
| Rotley oder Rote Ley                 | Büdesheim         | 50° 13′ 13,1″ N, 6° 34′ 42,2″ O | Nordöstlich von Büdesheim steht ein turmartiger, nach oben spitz zulaufender Felsblock. Möglicherweise handelt es sich um einen Menhir. Der Fels wird mit der Drehsteinsage in Verbindung gebracht.                                                                                                   |
| Monolith als Altarstein              | Niederstedem      | 49° 55′ 47,6″ N, 6° 29′ 57,1″ O | Der alte Altar der Kirche besteht aus einem großen, behauenen Monolithen. Möglicherweise handelte es sich um einen Menhir, der zweitverwendet wurde. Die Nähe zum Ferschweiler-Plateau und die häufige Zweitverwendung von Menhiren in Kirchen sprechen dafür. Beweisen lässt sich dies jedoch nicht. |
| Vermuteter Menhir                    | Nusbaum           | 49° 52′ 15,6″ N, 6° 22′ 0,1″ O  | Einmaliger Eintrag eines Menhirs rund 500 m südwestlich des Fraubillenkreuzes. Existenz fraglich. |
| Menhir südlich der Nusbaumer Menhire | Nusbaum           | 49° 52′ 33,3″ N, 6° 21′ 57,7″ O | Eintrag eines Menhirs südlich der Nusbaumer Menhire. Existenz fraglich. |
| Menhir in römischer Mauer            | Prümzurlay        | 49° 52′ 10,1″ N, 6° 25′ 17,9″ O | Fund eines Monolithen in der Mauer der römischen Villa. 185 cm lang, 65 cm breit und 35 cm tief. Möglicherweise ein zweitverwendeter Menhir. Der Verbleib des Steins ist unbekannt. |